# Gorenje (Postojna, Slovenija)
Gorenje je naselje u slovenskoj Općini Postojni. Gorenje se nalazi u pokrajini Notranjskoj i statističkoj regiji Notranjsko-kraškoj. 

## Stanovništvo
Prema popisu stanovništva iz 2002. godine naselje je imalo 108 stanovnika.